# Muurfrees

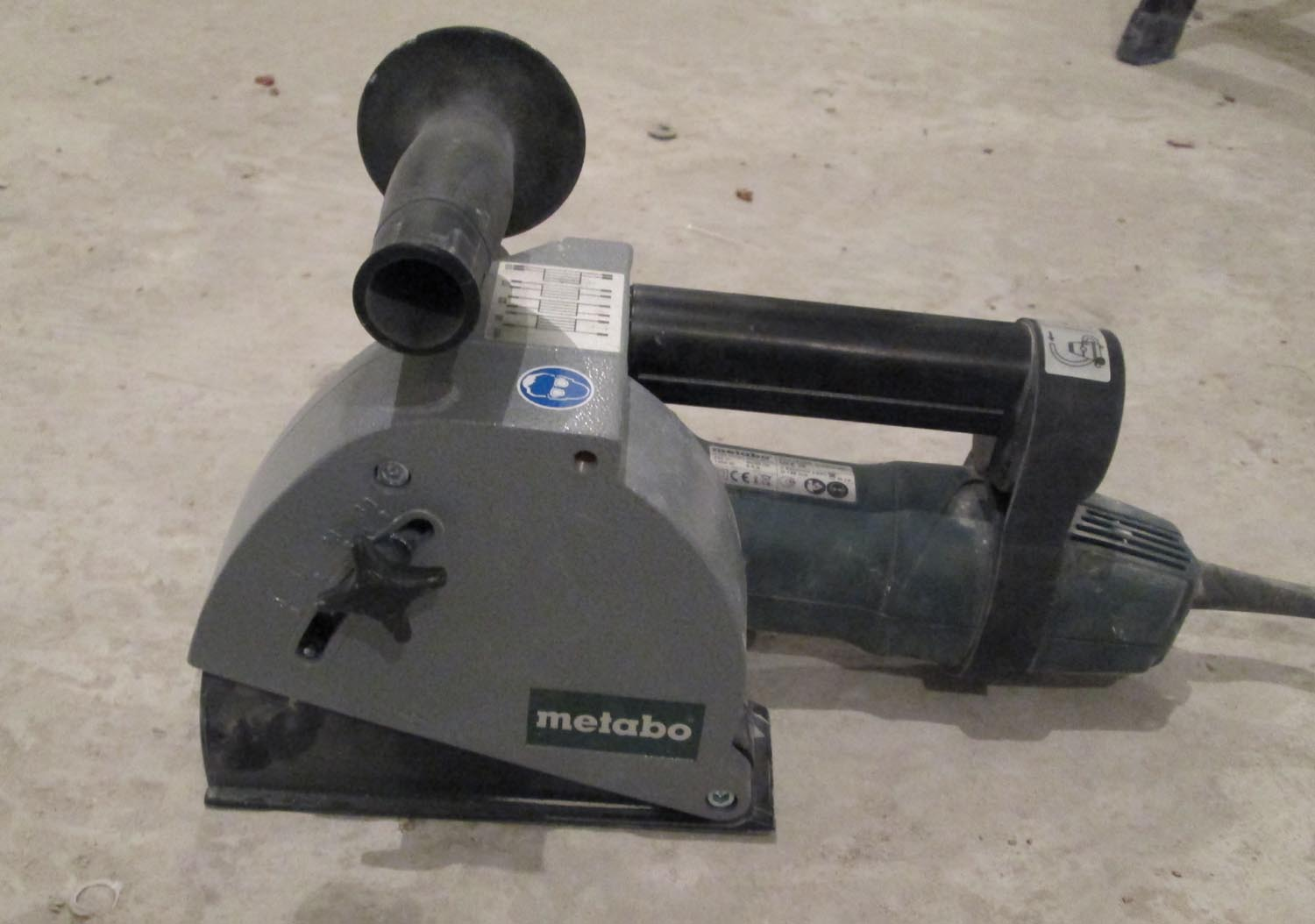
Muurfrees

De muurfrees of sleuvenfrees is een stuk gereedschap dat gebruikt wordt voor het aanbrengen van sleuven in muren.

## Vorm
De muurfrees is doorgaans elektrisch aangedreven handgereedschap. Hij is voorzien van twee parallelle slijpschijven (in de regel diamantsnijschijven), die in de langsrichting van de machine draaien, haaks op de te bewerken muur. Aan één kant van de beschermkap is een aansluiting voor een stofafzuigsysteem aangebracht.

## Kenmerken
De muurfrees deelt ruwweg dezelfde kenmerken als een haakse slijper wat betreft vermogen, onbelast toerental, beveiligingen etc. De diepte en de onderlinge afstand tussen de schijven is instelbaar en bepalen de mogelijke dimensies van de sleuf.

## Gebruik
Met de muurfrees worden twee parallelle gleuven in een stenen of betonnen muur geslepen. Na het slijpwerk moet het materiaal ertussen uitgekapt worden, bijvoorbeeld met een steenbeitel. De machine wordt hoofdzakelijk gebruikt bij de aanleg van elektrische installaties, voor met name het wegwerken van de installatiebuizen in de muur. De benodigde gaten voor de inbouwdozen worden hierbij aangebracht met behulp van een dozenboor.